# Georges Paulin

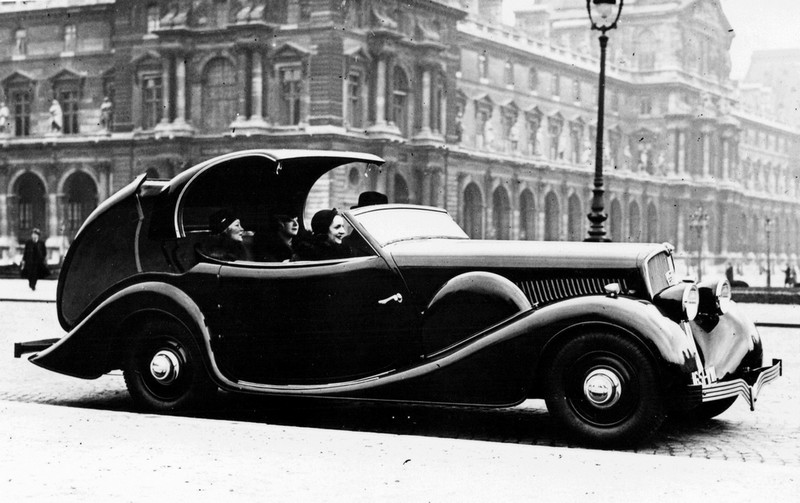
Peugeot 601 C Eclipse carrozado por Pourtout (1934)

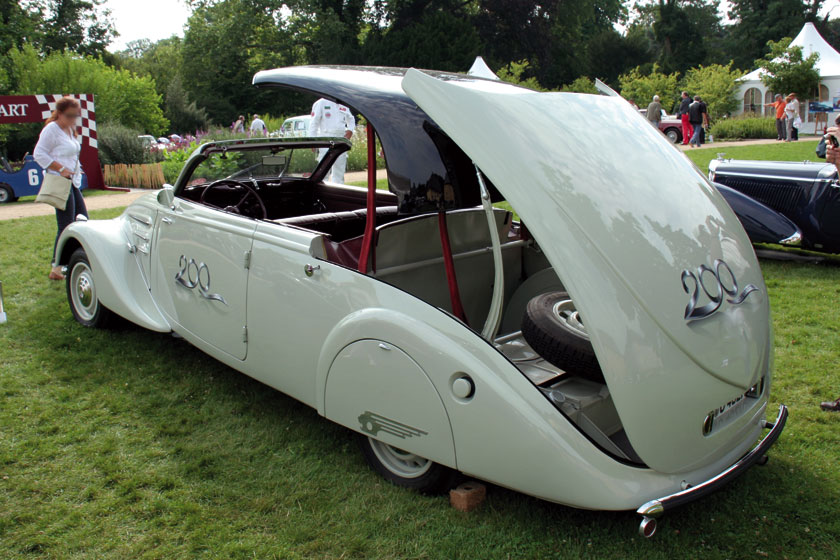
Peugeot 402 Eclipse Decapotable (1938)

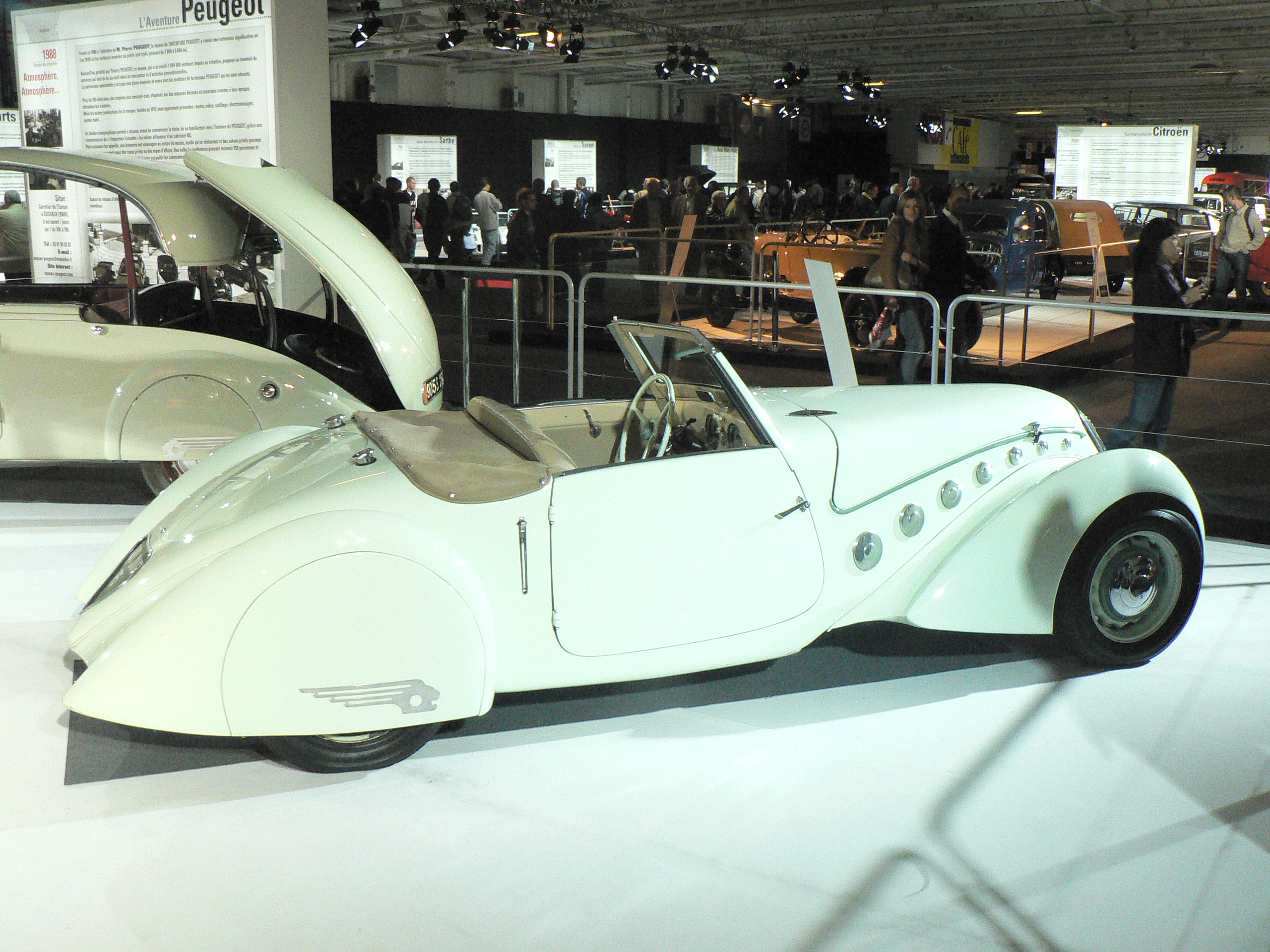
Al fondo se puede ver en acción el sistema de techo automático plegable patentado por Georges Paulin.

Georges Paulin (20 de mayo de 1902- 21 de marzo de 1942) fue un notable diseñador de automóviles francés. Es conocido por haber inventado en 1935 el primer sistema de techo rígido retráctil, montado sobre el Peugeot 601 C Eclipse.
Dentista profesional antes de dedicarse a carrocero, murió durante la Segunda Guerra Mundial, convirtiéndose en héroe de la Resistencia Francesa. Era tío del diseñador de muebles Pierre Paulin (1927-2009).

## Semblanza
Paulin nació en 1902 en París, en el seno de una familia de clase trabajadora. Mientras su padre estaba en el frente durante la Primera Guerra Mundial, su madre murió en París víctima de un bombardeo alemán. Con su hermano y hermana menores, se trasladó a casa de una tía en Annemasse. Tras el armisticio, se reunieron con su padre, que había perdido la mano derecha y su trabajo. El joven Paulin se colocó de aprendiz de un protésico dental, del que aprendió el oficio. Al poco tiempo se casó con la hija de su jefe, y se trasladó a Niza, donde inició su propio negocio dental. Tras divorciarse, volvió a París, donde se empleó en el instituto dental en el que trabajaba su hermano. Se volvió a casar, y estaba estudiando para obtener el título de cirujano odontológico, cuando su pasión por el diseño de automóviles se convirtió en su trabajo.

### Diseñador de automóviles
Aficionado desde muy joven a dibujar y construir mecanismos, le surgió la idea de un techo rígido retráctil viendo los problemas de un conductor intentando poner el techo plegable a su coche durante una tormenta, y patentó su idea en 1932.
Tras conocer al carrocero Marcel Pourtout por intermedio de Emile Darl’mat y presentarle sus originales ideas, Paulin se convirtió en el diseñador de Carrosserie Pourtout desde 1934 hasta 1938.
Entre sus diseños figuran un Panhard cupé, un Unic cabriolet, el Delage D8, la "gota de agua" de Talbot-Lago y los roadster Darl'mat Peugeot utilizados en 1937 y 1938 en Le Mans.
Richard Adatto, autor de un libro en francés sobre el estilo aerodinámico de la época, ha dicho de él que:
"Paulin se convirtió en el principal estilista francés de aquel tiempo... Todo lo que tocó estaba diseñado con la aerodinámica en mente. Era muy consciente de la eficiencia del combustible y de la eficiencia aerodinámica que podía obtenerse a partir de las líneas del coche. Podrías ir más rápido, lo que significaba que era posible poner un motor más pequeño en el automóvil, y se podía ir más rápido incluso aunque fuese un coche pequeño."
Pourtout, Emile Darl'mat y Paulin colaboraron en la creación del revolucionario techo Eclipse, el primer techo rígido retráctil motorizado, patentado por Paulin en 1931 y que en 1934 fue utilizado en el Peugeot 402BL Éclipse Décapotable, un pequeño cupé. Carrosserie Pourtout produjo versiones Eclipse de los Peugeot 301, 401, 402 y 601, del Lancia Belna, y de modelos de Hotchkiss y de Panhard.
De 1938 a 1939 trabajó exclusivamente para Rolls-Royce-Bentley, compañía para la que diseñó el Corniche 1 en 1939 y el Comet Competition.

### Miembro de la Resistencia Francesa durante la Segunda Guerra Mundial
En julio de 1940, mientras trabajaba como ingeniero en Avions Kellner-Béchereau, Georges Paulin empezó a colaborar con la Inteligencia Británica para luchar contra los nazis. Descubierto por la Gestapo gracias a informaciones procedentes de la Francia de Vichy, fue arrestado en 1941 y condenado a muerte por un tribunal militar alemán. Fue ejecutado en marzo de 1942. Los británicos habían organizado un plan de fuga para liberarlo, pero Paulin declinó utilizarlo, y se sacrificó para proteger a su equipo.
El gobierno francés le otorgó póstumamente la Croix de Guerre y la Médaille de la Résistance.